# Consorcio de Radio y Televisión Diagonal
El Consorcio de Radio y Televisión "Diagonal" es un conglomerado chileno que reúne a radios y un canal de TV en Talca.

## Televisión
- Telecanal Talca

## Radioemisoras
- Radio Futura FM
- Radio Mágica FM
- Radio Amiga AM
- Radio Tropical Latina de Curicó

## Noticias
- En línea Maule

- Datos: Q5784299